# 平瀬誠一
平瀬 誠一（ひらせ　せいいち、1937年8月20日 - 2021年10月4日）は、日本の小説家。雑誌『民主文学』の編集長をつとめた。
早稲田大学卒業後、東京都内の私立学校に勤務しながら小説を書く。その過程で、組合運動に参加、解雇撤回闘争をたたかい、復職をかちとった。作品の中には、その体験を作品化したものもある。
1982年、『光の中に歩みいでよ』で、日本共産党創立60周年記念文芸作品の長編小説部門に入賞し、本格的な執筆活動にはいる。私学の職場に取材した作品が多い。2000年には、『鳥たちの影』で多喜二・百合子賞を受賞した。

## 著書
- 『光の中に歩みいでよ』
- 『彩りのある季節に』
- 『時を繋ぐ』
- 『冬の銀河』
- 『鳥たちの影』
- 『人、立ち枯れず』